# Adria Mobil

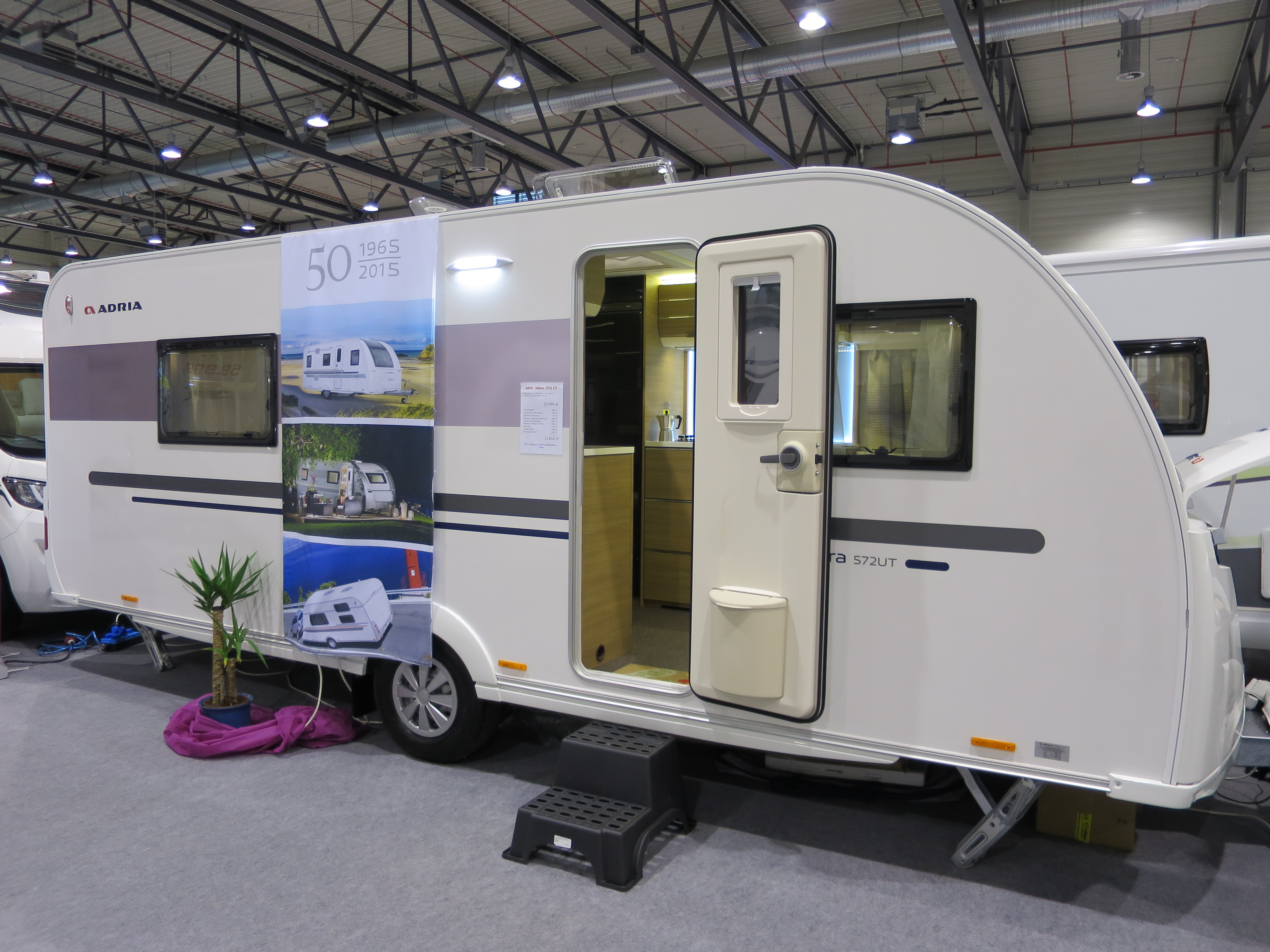
En modern husvagn från Adria

Adria (Adria Mobil) är en slovensk husvagns- och husbilstillverkare, grundad 1965 och med huvudkontor i Novo mesto.
Den 1 juli 2001 övertog Adria Caravan AB importrätten och försäljningen av Adria husvagnar, husbilar, och villavagnar i Sverige, Norge och Finland. Företaget har sina lokaler i Tenhult, 1 mil utanför Jönköping. Sedan 2017 ägs varumärket av det franska företaget Trigano
Adria tillverkas i Novo Mesto i Slovenien där Adrias husvagnar- och bilar har tillverkats sedan 1965. 